# Пламегасител
Пламегасител (на английски: Flash suppressor) устройство за намаляване на видимостта на изстрела чрез разсейване на барутните газове нагоре и настрани, за да не се вдига прах. Изключва заслепяването на стрелеца от дулния пламък и увеличава неговата маскировка. Пламегасителите са скъсени и стандартни.

## Използване
В руското стрелково въоръжение пламегасителя е използван за първи път в модификацията на автомата на Калашников АКМ-СУ. По-късно, с приемането на въоръжение през 1974 г. на автомата АК-74, пламегасителя се появява на неговата скъсена модификация – АКС-74У. Днес той, с неголеми изменения  Архив на оригинала от 2016-03-04 в Wayback Machine.;  Архив на оригинала от 2016-03-05 в Wayback Machine. „преминава“ и на скъсените автомати на Калашников от „стотната серия“ – АК-102, АК-104 и АК-105.